# Carlos Groizard Coronado
Carlos Groizard Coronado (Segòvia, 12 d'agost de 1857 - Madrid, 26 d'abril de 1934) fou un polític espanyol, fill d'Alejandro Groizard y Gómez de la Serna.
Fou elegit diputat del Partit Liberal Fusionista pel districte de Roquetes a les eleccions generals espanyoles de 1886, però va renunciar el 1889 quan fou nomenat governador civil de la província de Salamanca, i fou substituït per Augusto Kobbe Calves. Després fou elegit diputat liberal per Don Benito (província de Badajoz) a les eleccions generals espanyoles de 1893, 1898, 1899, 1901, 1903, 1905 i 1910. El 1916 fou magistrat del Tribunal Suprem d'Espanya i el 1916-1917 senador per la província de Badajoz. També fou membre de la Reial Acadèmia de la Història i va publicar alguns estudis al seu butlletí.

## Obres
- La aljama hebrea de Calahorra (1907)
- Los judíos de Calahorra y Arnedo (1906)
- Las milicias locales en la Edad Media (1909)
- La Diócesis de Calahorra en el siglo XV Don Juan de Quemada, Obispo Auxiliar (1478-1492) (1913)